# John's Children
John's Children est un groupe britannique de rock, originaire de Leatherhead, en Angleterre. Il est formé de la vague mod du milieu des années 1960. Dans son époque historique il a duré moins de deux ans, n'a sorti que six singles et un album qui n'ont pas été de gros succès commerciaux, mais s'est distingué par ses prestations ravageuses (au point de surpasser les Who eux-mêmes), ce qui en a fait plus tard une référence pour l'école punk. Associé en partie au rock psychédélique de leur époque, ce groupe est aussi considéré comme un précurseur du glam rock.

## Historique

### Rencontre avec Napier-Bell
En 1965, à Great Bookham près de Leatherhead, dans la lointaine périphérie sud-ouest de Londres, le chanteur Andy Ellison et le batteur Chris Towson fondent un groupe appelé d'abord The Clockwork Onions, puis The Few, puis enfin The Silence, qui s'adjoint le guitariste Geoff McClelland et le bassiste John Hewlett. Courant 1966, alors qu'il se trouvait en France, à Saint-Tropez, John Hewlett fait la connaissance de Simon Napier-Bell, alors manager des Yardbirds, et le convainc de venir voir en Angleterre son groupe. Napier-Bell trouve The Silence franchement mauvais, mais accepte néanmoins de les prendre sous son aile.
Napier-Bell façonne à sa manière le groupe. Il engage ses protégés à se comporter de la façon la plus outrageuse possible afin d'attirer l'attention de la presse, et par contraste à se vêtir tout de blanc afin d'offrir une image angélique identifiable. Il renomme le groupe John's Children, en référence au prénom du bassiste John Hewlett, si mauvais que Napier-Bell craignait que le groupe ne s'en sépare.
Sur les instructions de leur producteur, les John's Children se comporteront désormais en concert comme des sauvages : ils se battent sur scène, répandent le sang (imité), détruisent leurs instruments. Andy Ellison déchire des oreillers, plonge dans le public au milieu de nuages de plumes. En Allemagne, les membres du groupe posent nus pour les journaux, avec juste quelques fleurs pour dissimuler leurs organes intimes.

### Bref parcours
Napier-Bell leur obtient un contrat avec Columbia (EMI). John's Children publie son premier single à l'automne 1966, Smashed Blocked / Strange Affair. Simon Napier-Bell coécrit Smashed Blocked avec John Hewlett et, peu confiant dans les capacités instrumentales du groupe, embauche des musiciens de studio pour l'accompagnement. Le résultat est un morceau déroutant alternant hurlements ultra-réverbérés et moments atmosphériques bluesy, et qui peut être décrit comme un des tout premiers témoignages de rock psychédélique. Il réussit à entrer dans le Billboard Hot 100 américain, et même à s'infiltrer dans le top 10 sur certaines marchés régionaux de Floride et de Californie.
Leur premier album et unique album, Orgasm, est publié en 1967. Il est réalisé à la demande du label américain White Whale qui voulait capitaliser sur le succès imprévu obtenu aux États-Unis par le premier single du groupe, ce disque est un « faux live », hâtivement enregistré en studio fin 1966 et garni de cris et d'applaudissements que Simon Napier-Bell a froidement prélevés de la bande son du film A Hard Day's Night des Beatles,,. À noter, sur cet album, Let Me Know, signé de Andy Ellison et John Hewlett, et dont la ligne musicale et les riffs de guitare sont très exactement ce que les Clash sortiront quinze ans plus tard en 1981 sous le célèbre titre Should I Stay or Should I Go.
Orgasm était prévu pour être publié aux États-Unis le 18 mars 1967, mais son titre a soulevé l'émoi de ligues de vertu, notamment les Daughters of the American Revolution, ce qui fait qu'il n'est finalement sorti qu'après la dissolution du groupe, en septembre 1970, et avec son titre caché. Il a été réédité avec 4 titres supplémentaires (issus des deux premiers singles du groupe) en disque vinyle en 1982, puis en CD en 1988, puis dans une nouvelle édition numérique augmentée d'une vidéo en 2000)
Le second single, de février 1967, est Just What You Want — Just What You'll Get / But You're Mine. Le second morceau ressemble à un plagiat de I Can't Explain des Who, mais comporte une belle partie de guitare solo jouée par Jeff Beck. Le disque entre dans le top 40 britannique. Mais Columbia ne veut plus entendre parler du groupe, qui passe alors chez le label Track Records, lequel est aussi celui des Who. Avec les Who en tête d'affiche, les John's Children font une tournée en Allemagne. Ils provoquent des émeutes dans les salles, gâchent le show des Who voire leur volent la vedette, tant et si bien qu'à mi-tournée Pete Townshend exige leur départ car ils sont « trop bruyants et trop violents ».
Entre-temps, en mars 1967, Simon Napier-Bell fait entrer dans le groupe Marc Bolan comme étant susceptible d'améliorer leur niveau musical,. Quoique venu du folk, Bolan apporte sa contribution à l'image scandaleuse des John's Children, fouette en scène sa guitare avec des chaînes, et écrit pour le groupe la chanson Desdemona qui sera bannie de la BBC en raison de son texte un peu osé pour l'époque (« Lift up your skirt and fly », soit « soulève ta jupe et envoie-toi en l'air »). Le groupe sortira ensuite une version avec des paroles plus convenables, mais qui n'aura guère de succès.

### Dispersion
Au bout de quatre mois, Bolan, lassé, et en conflit avec Napier-Bell, quitte John's Children en juin 1967 pour retourner au folk avec la première mouture de Tyrannosaurus Rex. Chris Townson passe à la guitare et est remplacé à la batterie par le nouveau-venu Chris Colville. John's Children sort en juillet 1967 le single Come and Play with Me in the Garden / Sara Crazy Child, fait une tournée en Allemagne, se produit pour la dernière fois en public au Star-Club de Hambourg, en remplacement des Bee Gees forfaits.
Le dernier vrai single de John's Children est Go Go Girl / Jagged Time Lapse, sorti en octobre 1967, après quoi le groupe se disperse. Sort encore, en décembre, le disque It's Been a Long Time, qui est en fait une chanson solo de Andy Ellison accompagné par un orchestre (elle figure dans la bande originale du film Here We Go Round the Mulberry Bush). 

## Postérité
Andy Ellison réalise ensuite quelques simples, et refait surface en 1974-1976, au côté du batteur Chris Townson et de Martin Gordon (ancien bassiste des Sparks), comme leader du groupe glam-rock Jet, qui deviendra Radio Stars en 1977-1979. Jon's Children s'est reformé dans les années 1990 avec Ellison, Townson et Gordon, rejoint par Trevor White (autre ancien des Sparks) et Ian Mcleod (ancien de Radio Stars).
Si, musicalement, les John's Children des années 1960 font figure d'épigones mineurs des Who, dont ils s'attachaient à reproduire la violence débridée sur scène et les mêmes tendances psychédéliques en studio, ils sont salués plus tard comme des pionniers du punk et sont considérés comme un typique groupe culte. Leur association temporaire avec Marc Bolan a ajouté à leur renommée rétrospective. La rareté de certains de leurs disques originaux en a fait des objets de collection très recherchés. À partir des années 1990 un grand nombre de leurs morceaux ont été publiés en CD, dont beaucoup d'inédits, et figurent également sur plusieurs compilations.

## Discographie

### Album studio
- Orgasm (10 titres)

### Singles
- 1966 : Smashed Blocked (Napier-Bell, Hewlett) / Strange Affair (14 octobre)
- 1967 : Just What You Want – Just What You'll Get (Hewlett, Townson, Ellison, McClelland) / But She's Mine (3 février)
- 1967 : Desdemona (Bolan) / Remember Thomas À Becket (24 mai)
- 1967 : Midsummer Night's Scene (Bolan) / Sara Crazy Child (Bolan) (juin ; distribution annulée, pressage limité à quelques exemplaires)
- 1967 : Come and Play with Me in the Garden (Ellison, Hewlett) /Sara Crazy Child (Bolan) (14 juillet)
- 1967 : Go Go Girl (Bolan) / Jagged Time Lapse (Hewlett, McClelland) (6 octobre)
- 1967 : It's Been A Long Time / Arthur Green (décembre)